# ピンドス公国・マケドニア公国

ピンドス公国・マケドニア公国
Printsipat di la Pind
Vojvodstvo Makedonija

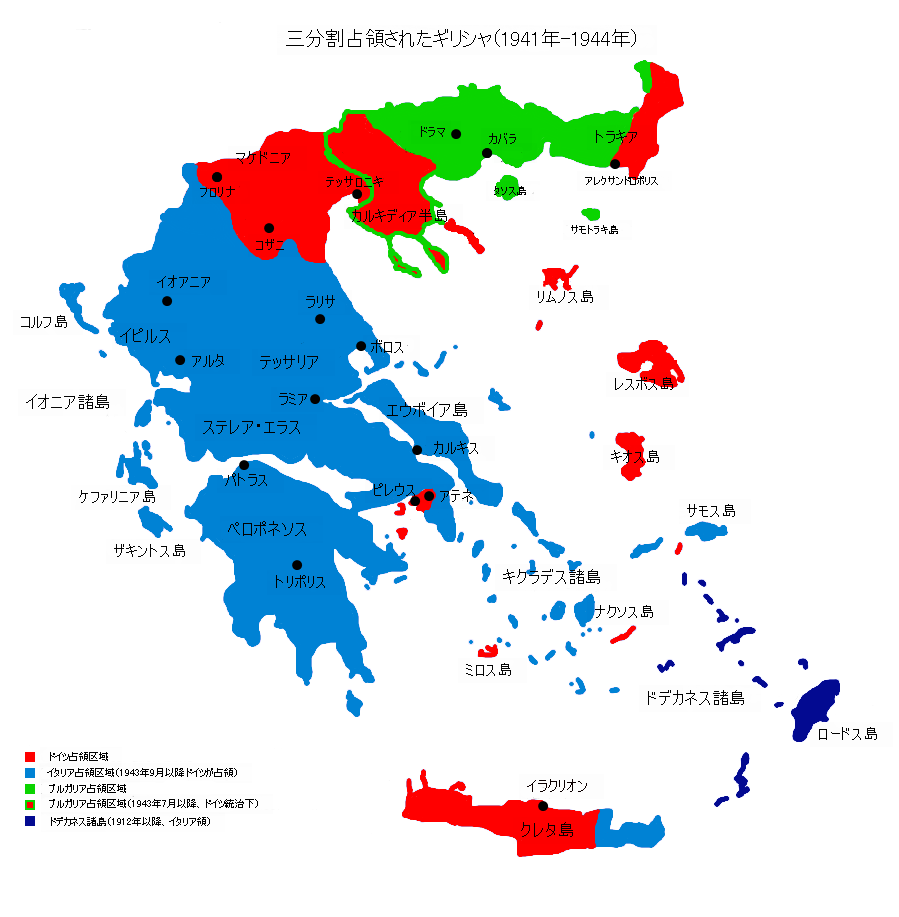
枢軸国によるギリシャ占領。赤はドイツ、緑はブルガリア、青はイタリア占領地域。イタリア占領下の青色の領域の北端にピンドス公国は建国された。

ピンドス公国（ぴんどすこうこく）またはマケドニア公国（まけどにあこうこく、ピンドス・モグレナ公国とも、アルーマニア語: Printsipat di la Pind、マケドニア語: Vojvodstvo Makedonija）は、1941年から1944年までギリシャ王国北西部に存在した国家で、ファシズム体制のイタリア王国の傀儡国家である。

## 概要
ギリシャ北部に住むアルーマニア人は、ルーマニア語によく似たアルーマニア語を用いているが、一般的にギリシャでは、ラテン系言語を話す（言語の異なる）ギリシャ人であるとされてきており、(ギリシャ初期の首相イオアニス・コレティスはアルーマニア人）18世紀以降ギリシャ正教の神父の設置した学校におけるギリシャ語教育により同化が進められていた。
公国は、第二次世界大戦時のイタリアによるギリシャ北部占領以降、アルキヴィアド・ディアマンディ（Alcibiades Diamandi）によって設立された。その領域は現代のギリシャ領北部、アルバニアおよびマケドニア共和国の南側に位置する。1941年の夏、イタリアによる北部ギリシャ占領期の間、少数民族であったアルーマニア人の祖国として宣言され、イタリア人によってピンド公国（イタリア語: Principato del Pindo）と呼ばれた。首都はメツォヴォ（ギリシャ語: Μέτσοβο、アルーマニア語: Aminciu）だったが、国会はトリカラに置かれていた。

## 歴史
ヴラフ（Vlach）とも呼ばれるアルーマニア人による独自の国家を建国する考えは、アルーマニア人と言語的に近い関係にあるルーマニアで19世紀後半に生まれた。アルキヴィアド・ディアマンディは、1917年、第一次世界大戦の混乱の中にあったイタリア占領下のアルバニア公国南部に「ピンドス共和国」の建国を宣言した。ピンドス共和国はわずかの間に失敗に終わったものの、この時がイタリアとディアマンディとの関係の始まりであった。
第二次世界大戦中の1941年4月6日、イタリア王国はギリシャの戦いの勝利によりギリシャの大部分を占領下に置いた。ギリシャ本土は傀儡国家ギリシャ国の統治下に置かれたが、この年の夏、イタリアはギリシャ北西部にアルーマニア人国家の体裁をとった傀儡国家「ピンドス公国」を成立させた。大公にはアルーマニア人国家建設を目指していた分離主義者組織「第5ローマ軍団」の指導者となっていたディアマンディをアルキヴィアデス1世として就任させた。
一方でマケドニアの自治とブルガリアへの編入を目指すマケドニア・ブルガリア人組織内部マケドニア革命組織の一派は、アルキヴィアデス1世にマケドニア大公の地位を打診した。アルキヴィアデス1世がその提案を受諾した証拠はないが、後に彼の後継者となったユリウス1世はマケドニア大公と常に呼ばれていた。アルキヴィアデス1世は、諸芸術のパトロンであると同時にアマチュア彫刻家でもあったともいう。
地元のアルーマニア人たちにはアルキヴィアデス1世がアルーマニア人のリーダーというよりは、イタリアの手先として映ったため、大公は人心を得ることができなかった。また1942年春以後、公国の領域はギリシャの対枢軸国ゲリラにより荒廃しつつあった。1942年6月、アルキヴィアデス1世は公国を去り、ルーマニアに逃亡した。
空位となった大公位は、イタリア軍に対して食糧を供給する役割を引き受けるという了解の下、ハンガリー王国とクロアチア独立国の爵位を持つ貴族であったチェスネキー家（en）に提供されることになり、それまでのごく短期間の後継者としてニコラ・マトゥーシが摂政ニコラス1世として統治することになった。
1943年、チェスネキー家の当主チェスネキー・ジュラが摂政となった。8月、チェスネキーがユリウス1世として正式に大公として即位した。しかしユリウス1世はこれまでの大公と同様、いかなる実権も保持していなかった。しかし、マケドニア人武装勢力オフラナ（Uhrana）はユリウス1世の名の元に軍事活動を行っていた。
イタリア降伏前後の9月、ユダヤ人との関係をゲシュタポに追及されたユリウス1世は強制退位させられ、ブダペストに逃れた。公国はユリウス1世の兄チェスネキー・ミハーイ（en:Mihály Cseszneky de Milvány）をミカエール1世として推戴する旨を宣言したが、ミハーイは一切対応しなかった。その後、この地域はドイツ軍により占領され、ハツィが地域の軍事的指導者として承認された。
1944年9月にイギリス軍がギリシャ上陸を始め、11月にはバルカン半島からドイツ軍が完全撤退すると、アテネにパパンドレウ政権が成立。その後、イギリス・アメリカの支援を受ける右派勢力とソ連の支援を受ける共産勢力との対立が激化し、本格的な内戦へ発展した（ギリシャ内戦）。

## 内政
政治・軍事双方の混乱した状況のため、大公継承規定は制定されていなかったにもかかわらず、現実には公国は世襲君主制ではなく選挙君主制のように機能していたといえる。国情としては、反ギリシャ主義であったが、反ユダヤ主義ではなかった。公国の階級最上位にはカストリア、ヴェーリア及びイオアニナのユダヤ人もいた。貴族制度の存在は分かっていないが、アルキヴィアデス1世とユリウス1世は共に、伯爵および男爵といった爵位を与えていた。

## 元首
- 1941-1942年: アルキヴィアド・ディアマンディ（ピンドス大公アルキヴィアデス1世）
- 1942-1943年: ニコラ・マトゥーシ（摂政ニコラス1世）
- 1943年: チェスネキー・ジュラ（マケドニア大公ユリウス1世）
- 1944年: M・ハツィ（軍事政権指導者）